# SEVT
SEVT, a. s., je česká firma zabývající se vydáváním a distribucí hospodářských a úředních tiskopisů a prodejem zboží, jako jsou školní potřeby, knihy, učebnice, výtvarné potřeby, kancelářské potřeby, hračky, drogerie a další. 
SEVT provozuje v České republice internetový obchod a prodejny pod značkou SEVT.cz. Firma byla založena v roce 1992.

## Historie SEVT
Společnost SEVT, a. s., je nástupce Statistického a evidenčního vydavatelství tiskopisů (SEVT), které bylo založeno již roku 1954 v Praze. Firma byla zřízena Českým statistickým úřadem k vydávání a distribuci úředních publikací včetně časopisů – především Sbírky zákonů, věstníků ministerstev apod.
V minulosti se SEVT podílel například na výrobě a zajišťování volebních materiálů a jejich distribuci během voleb v roce 1991, kompletaci a distribuci kupónových knížek během kupónové privatizace.